# Egmont VGS

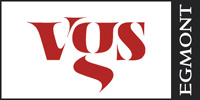
Logo von Egmont VGS

Egmont VGS ist eine Verlagsmarke der Egmont Verlagsgesellschaften mbH. Das Programm umfasst Ratgeber, Erfahrungsberichte und Sachbücher mit Themen von prominenten Autoren.

## Geschichte
Der Verlag wurde 1970 als Verlagsgesellschaft Schulfernsehen mit dem Zweck gegründet, Begleitmaterialien zum Schulfernsehen zu verlegen. In der Folge erlangte die VGS durch die Hobbythek-Reihe große Bekanntheit. Der Verleger Heinz Gollhardt war an der Erarbeitung der Themen der Hobbythek-Sendungen beteiligt. und entwickelte sich zum Anbieter von Fernsehbegleitbüchern. 1998 erschien der Roman Ich war ein Paparazzo von Christoph Seitz in der VGS.
Romane zu Beverly Hills, 90210 und Akte X zählten in den 1990er Jahren zu den größten Erfolgen der Verlagsgeschichte.
2001 wurde VGS in die dänische Egmont-Gruppe integriert.
Zum 2004 von BBC und ProSieben produzierten Film D-Day – Entscheidung in der Normandie wurde ein „schlechtes Begleitbuch“ auf den Markt gebracht, das Die Welt als „misslungen“ bezeichnete.  Skripte zu Fernsehfilmen der Lilly-Schönauer-Reihe (Lilly Schönauer – Umweg ins Glück) und der Telenovela Schmetterlinge im Bauch wurden im Stile von „Groschenromanen“ auf den Markt gebracht.

## Programm
Im Ratgeber-Segment stehen die Kochbücher von prominenten Köchen (Horst Lichter, Die Kochprofis, Frank Rosin) und Kooperationen mit TV-Marken (Das perfekte Dinner). Weitere thematische Schwerpunkte sind „Familie, Erziehung und Partnerschaft“ (Elternratgeber von Sabine Bohlmann: Ein Löffelchen voll Zucker) und Gesundheit und Wohlbefinden (Spitzentitel von Detlef D! Soost: Tanz dich fit!).